# Сингапуро-таиландские отношения
Сингапуро-таиландские отношения — двусторонние дипломатические отношения между Сингапуром и Таиландом. Государства являются членами Ассоциации государств Юго-Восточной Азии (АСЕАН).

## История

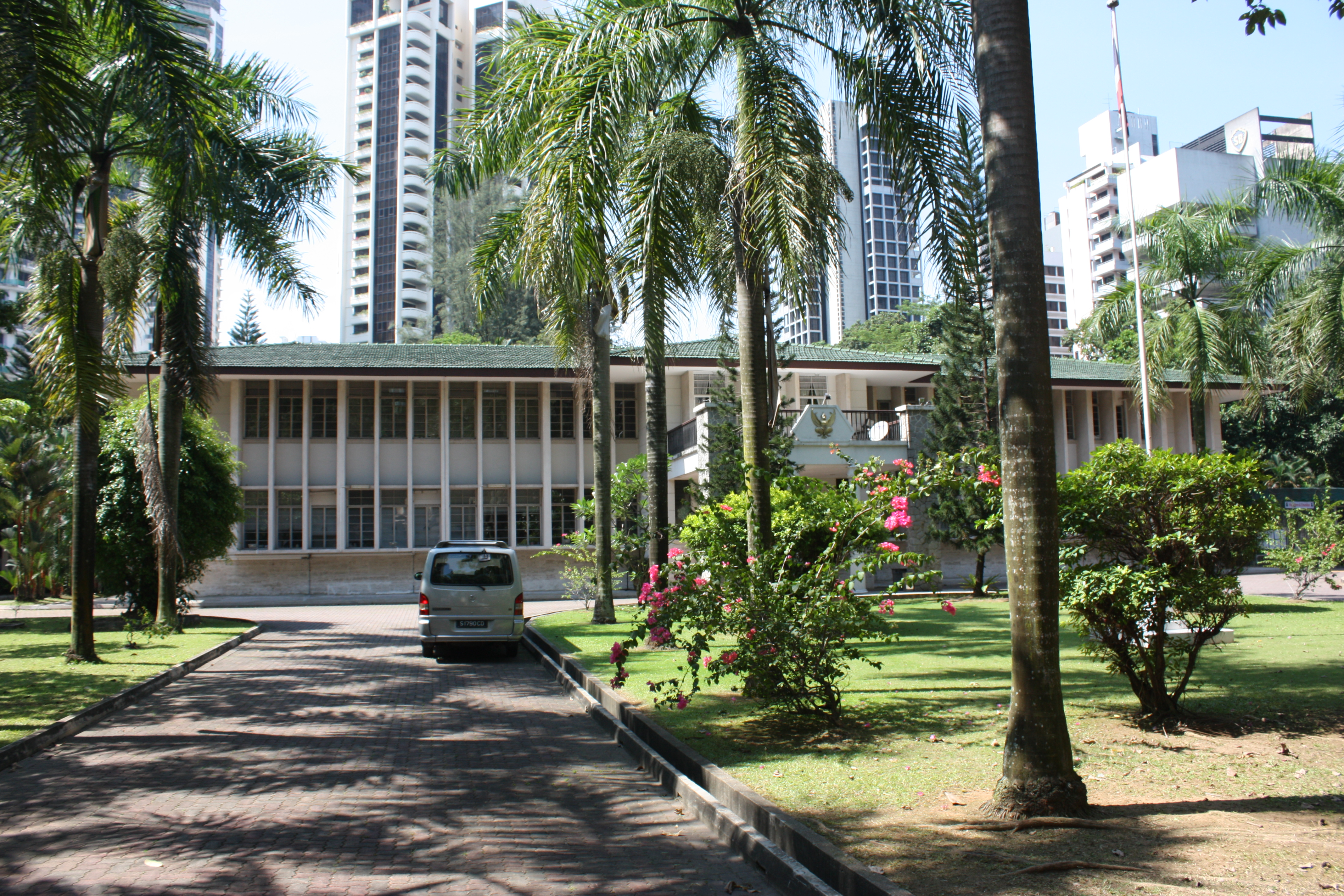
Посольство Таиланда в Сингапуре

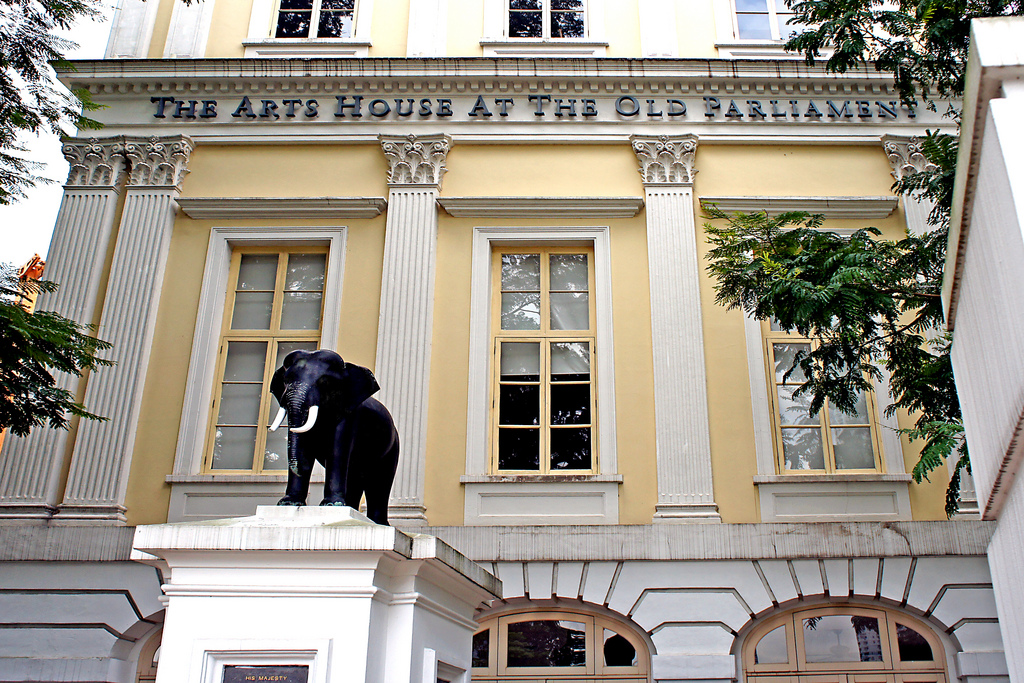
Статуя слона, подаренная Рамой V для Сингапура

Торговые отношения между странами начались ещё до основания Сингапура Стэмфордом Раффлзом. В то время некоторые китайские сиамские купцы отправились в Сингапур для торговой деятельности. В 1871 году король Сиама Рама V посетил Сингапур, что стало первым визитом монарха Таиланда в зарубежную страну. Во время своего визита он подарил Сингапуру статую слона, которая сегодня стоит возле старого здания парламента.
В 1965 году Таиланд установил дипломатические отношения с Сингапуром, который получил независимость от Малайзии. В 1967 году государства вместе с Малайзией, Индонезией и Филиппинами сформировали Ассоциацию государств Юго-Восточной Азии. В 1978 году, когда разразилась камбоджийско-вьетнамская война, Сингапур поддержал позицию Таиланда в отношении Камбоджи. В 1997 году государства установили отношения «расширённого партнёрства». В 2005 году президент Сингапура Селлапан Раманатан посетил Таиланд, совершив первый визит среди президентов в эту страну.
В августе 2015 года заместитель премьер-министра и министр иностранных дел Таиланда Танасак Патимапрагорн посетил Сингапур, где встретился с премьер-министром Ли Сяньлуном. Лидеры заявили о давних и крепких отношениях между странами. Во время визита Танасак Патимапрагорн также встретился с министром иностранных дел Сингапура К. Шанмугамом для памятных мероприятий по случаю установления дипломатических отношений между странами и укрепления межличностных отношений.

## Торговые отношения
По данным The Observatory of Economic Complexity, сумма экспорта товаров из Сингапура в Таиланд в период с 1995 по 2002 год составляла от 2 до 4 миллиардов долларов США. Затем сумма выросла до 7 миллиардов долларов США в 2008 году. В следующем году экспорт упал до 5 миллиардов долларов США, затем снова вырос и достиг пика в 8 миллиардов долларов США в 2013 году. Сингапур в основном экспортировал машинное оборудование в Таиланд. С 2002 года доля химических продуктов в экспортируемой продукции увеличились.
В период с 1995 по 2003 год сумма экспорта товаров из Таиланда в Сингапур составила от 4 до 6 миллиардов долларов США. Значения начали расти в 2003 году и выросли до диапазона от 9 до 10 миллиардов долларов США. Таиланд в основном экспортировал машинное оборудование в Сингапур, а доля очищенной нефти в экспортируемой продукции начала увеличиваться в 2003 году.
В июне 2015 года премьер-министр Таиланда Прают Чан-Оча посетил Сингапур, где подписал два соглашения об избежании двойного налогообложения и круизных путешествиях. Чтобы предоставить платформу для торговли, инвестиций, коммерческой деятельности и обучения персонала, Сингапурская федерация производителей и Федерация тайской промышленности подписали меморандум о взаимопонимании.

## Культурные связи
С 1997 года Сингапур и Таиланд учредили программу обмена государственными служащими между государствами для регулярного взаимодействия персонала и обмена опытом, которая охватывает 13 аспектов. Среди этих аспектов можно выделить большее количество образовательных программ между странами. Государства также осуществляют техническое взаимодействие в рамках Сингапурской программы сотрудничества. В рамках программы обмена госслужащими между странами оказывается техническую помощь таким странам, как Камбоджа, Лаос, Вьетнам, Мьянма и Восточный Тимор.
В 2015 году Управление по развитию средств массовой информации Сингапура и Агентство по продвижению индустрии программного обеспечения Таиланда расширили сотрудничество в области вещания, аудиовизуальных, анимационных, игровых и цифровых медиа, подписав меморандум о взаимопонимании. В том же году Университет Синлапакон и Сингапурский духовой симфонический оркестр устроили совместное музыкальное представление во время мероприятия, организованного министерством иностранных дел Таиланда.

## Военные отношения
Государства имеют тесные связи в сфере обороны, регулярно направляя личный состав для совместной подготовки и проводя различные ежегодные учения между Вооружёнными силами Сингапура и Королевскими вооружёнными силами Таиланда.